# Bataille de Linlithgow Bridge
La bataille de Linlithgow Bridge a lieu le 4 septembre 1526 près de la ville écossaise de Linlithgow pendant la minorité du jeune roi Jacques V. Elle s'inscrit dans la lutte pour le pouvoir en Écosse et le contrôle du jeune roi. Elle oppose le clan Douglas aux partisans de la reine-mère Margaret Tudor. 

## Contexte
À la mort de Jacques IV à la bataille de Flodden en 1513, son fils, James V, est âgé de seulement un an. L'Écosse est gouvernée par des régents successifs : la reine-mère, Margaret Tudor jusqu'à son remariage l'année suivante avec Archibald Douglas, comte d'Angus, puis John Stuart, duc d'Albany, qui exerce cette fonction jusqu'en 1524, date à laquelle il s'expatrie en France. En 1525, Archibald Douglas, devenu le beau-père du jeune roi assure la garde de Jacques et l'exercice du pouvoir en son nom. Margaret Tudor, qui entretemps s'est séparée de Douglas, fait un certain nombre de tentatives pour libérer son fils des griffes de son beau-père. La bataille de Linlithgow Bridge s'inscrit dans le cadre de ces tentatives.

## La bataille
En 1526, Margaret persuade le comte de Lennox et le cardinal Beaton de soutenir sa cause. Lennox lève une armée plus de 10 000 hommes basés à Stirling et marche sur Édimbourg. À cette époque, Archibald Douglas avait gagné le soutien de James Hamilton, 1er comte d'Arran. Ce dernier a pour mission de retarder la marche de Lennox en attendant les renforts réunis par Douglas. La troupe d'Hamilton de 2 500 hommes occupe une position stratégique sur Pace Hill dominant la ville et la rivière Avon (en).
Lennox doit franchir la rivière pour attaquer la position. Ses éclaireurs trouvent un gué en amont mais le terrain est marécageux et Lennox ne réussit pas à déloger Hamilton avant l'arrivée des renforts. Les troupes de Lennox sont écrasées, lui-même est blessé et prisonnier. Il sera assassiné le jour même par James Hamilton de Finnart.

## Conséquences
Après la bataille, Jacques V reste sous le contrôle d'Archibald Douglas jusqu'en 1528. Âgé alors de seize ans, il échappera pour rejoindre sa mère à Stirling et assumer les rênes du gouvernement lui-même. Douglas et sa famille virent leurs terres confisquées et eux-mêmes contraints de se réfugier en Angleterre.